# 金平溪蟹
金平溪蟹（学名：Potamon jingpingense）为溪蟹科溪蟹属的动物。在中国大陆，分布于云南等地，主要栖息于溪流内石下。